# 石見都賀駅
石見都賀駅（いわみつがえき）は、島根県邑智郡美郷町都賀本郷にあった、西日本旅客鉄道（JR西日本）三江線の駅（廃駅）である。三江線の廃止に伴い、2018年（平成30年）4月1日に廃駅となった。

## 歴史

### 年表
- 1975年（昭和50年）8月31日：三江線の浜原駅 - 口羽駅間延伸に伴い、旅客駅として開業[1]。
- 1987年（昭和62年）4月1日：国鉄分割民営化により、西日本旅客鉄道が承継[1]。
- 2018年（平成30年）4月1日：三江線の全線廃止に伴い、廃駅となる。

### 地名の由来
下野国の都賀と同じで、「栂の木」のあった所と言われている。駅名は所在地名が由来だが開業時には既に総武本線に都賀駅（千葉県千葉市若葉区）が存在していたため旧国名を冠した。

## 駅構造
島式ホーム1面2線を持ち、列車交換設備を有する無人駅（浜田鉄道部管理）であったが、2010年3月13日のダイヤ改正では当駅での列車交換は設定されなかった。地上駅であったが、ホームは築堤の高いところにあった。西側に入口があり、そこから築堤下のトンネルにある階段でホームまで登ることができた。なお、自動券売機などは設置されなかった。

### のりば
| のりば | 路線   | 方向 | 行先           |
| ------ | ------ | ---- | -------------- |
| 1      | 三江線 | 上り | 浜原・江津方面 |
| 2      | 三江線 | 下り | 三次方面       |

- 2017年3月時点で駅掲示時刻表にのりば番号が記載されている。入口側（上り）が1番のりばとなっており、列車運転指令上の番線番号（下りが1番線）とは逆転している。

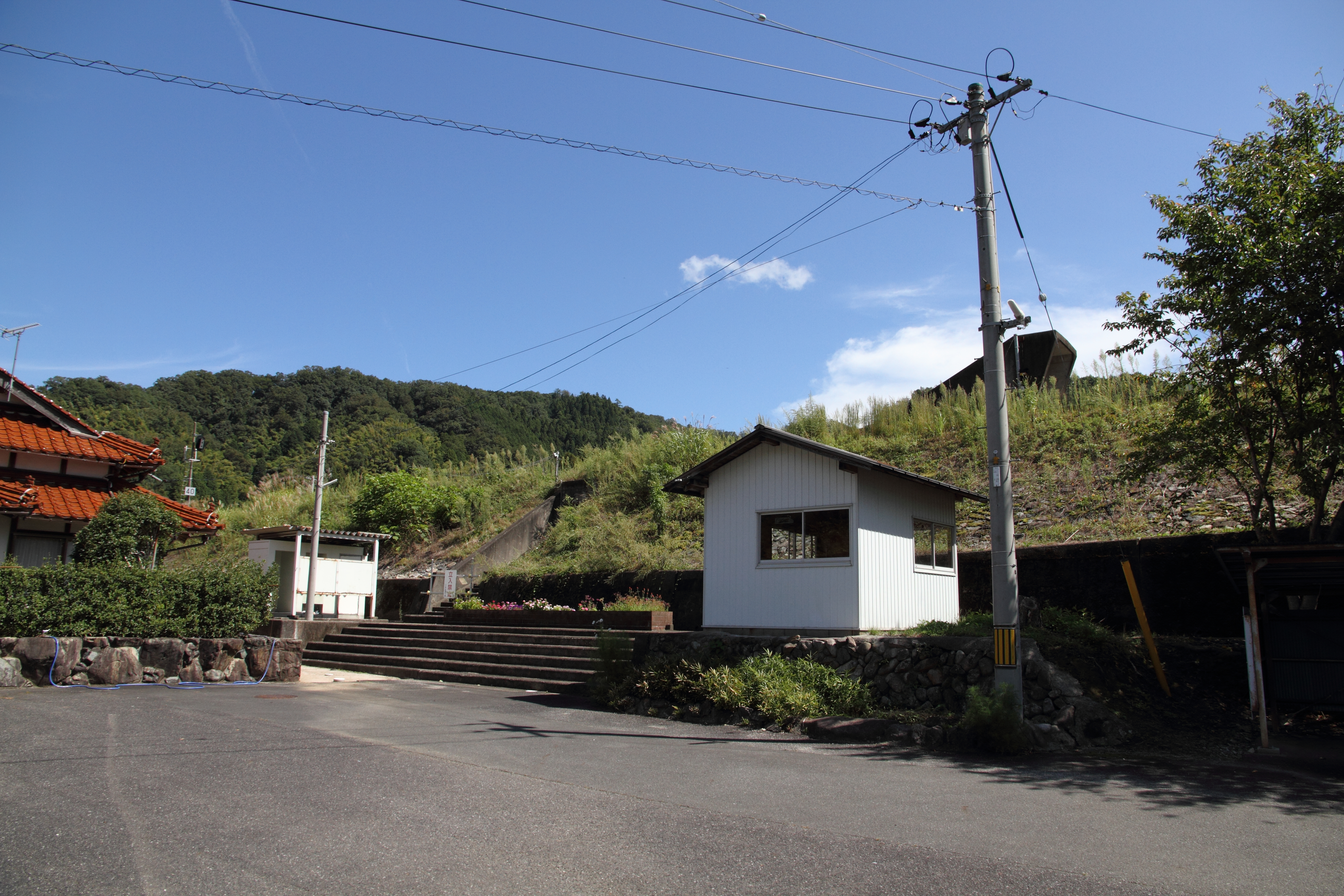
駅入口。待合室は残存しているが、ホームは立入禁止であった（2019年9月）
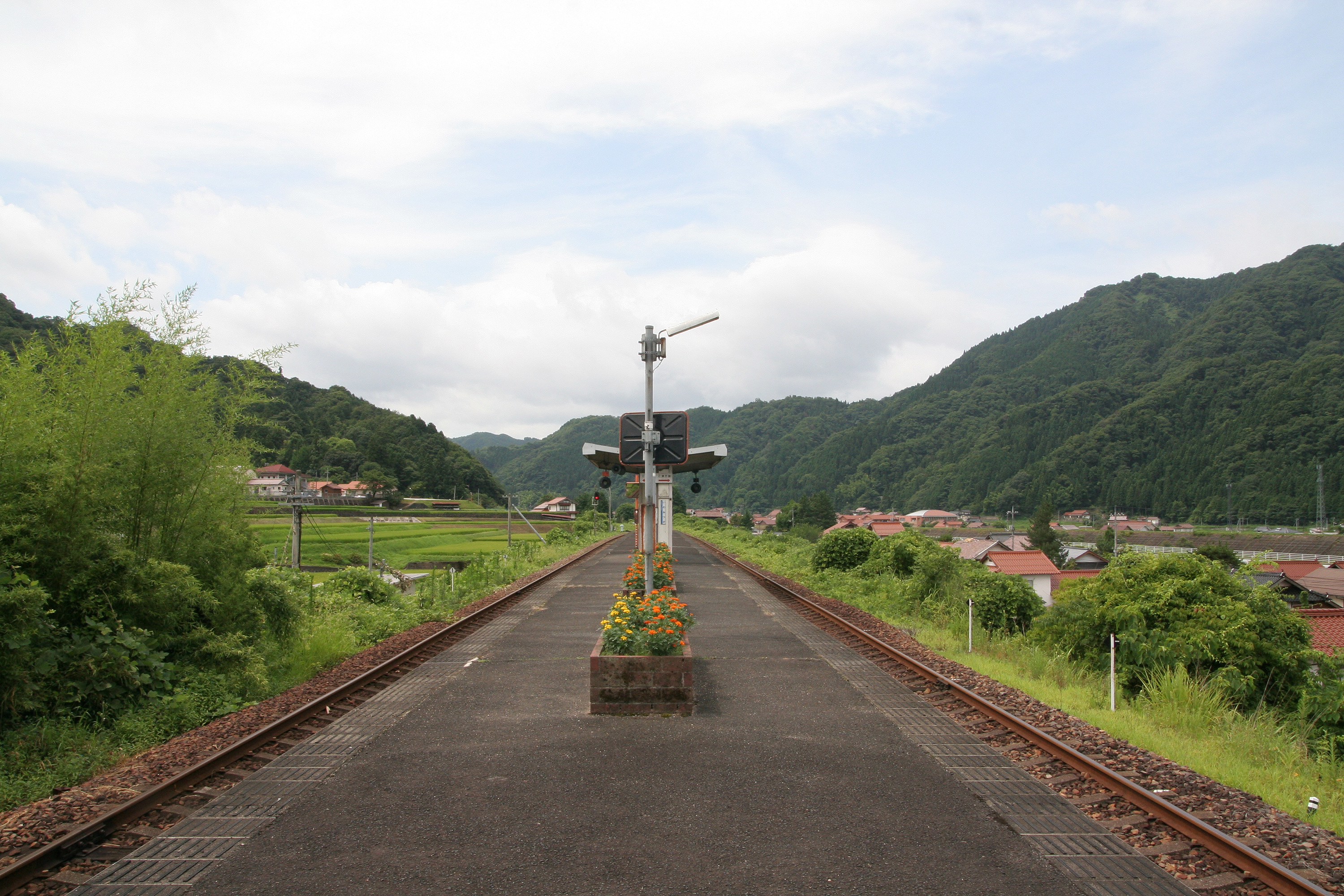
ホーム（2008年7月）

## 利用状況
近年の1日平均乗車人員は以下の通りである。なお、1994年度は35人、1984年度は63人だった。
| 乗車人員推移 | 乗車人員推移 |
| 年度         | 1日平均人数  |
| ------------ | ------------ |
| 1999         | 23           |
| 2000         | 25           |
| 2001         | 23           |
| 2002         | 29           |
| 2003         | 27           |
| 2004         | 20           |
| 2005         | 20           |
| 2006         | 17           |
| 2007         | 12           |
| 2008         | 6            |
| 2009         | 5            |
| 2010         | 5            |
| 2011         | 4            |
| 2012         | 4            |
| 2013         | 2            |
| 2014         | 3            |
| 2015         | 3            |
| 2016         | 2            |
| 2017         | 2            |

## 駅周辺
- 美郷町役場 大和事務所
- 都賀郵便局
- 美郷町立大和中学校
- 蟠龍峡
- 丁城（要路城）跡

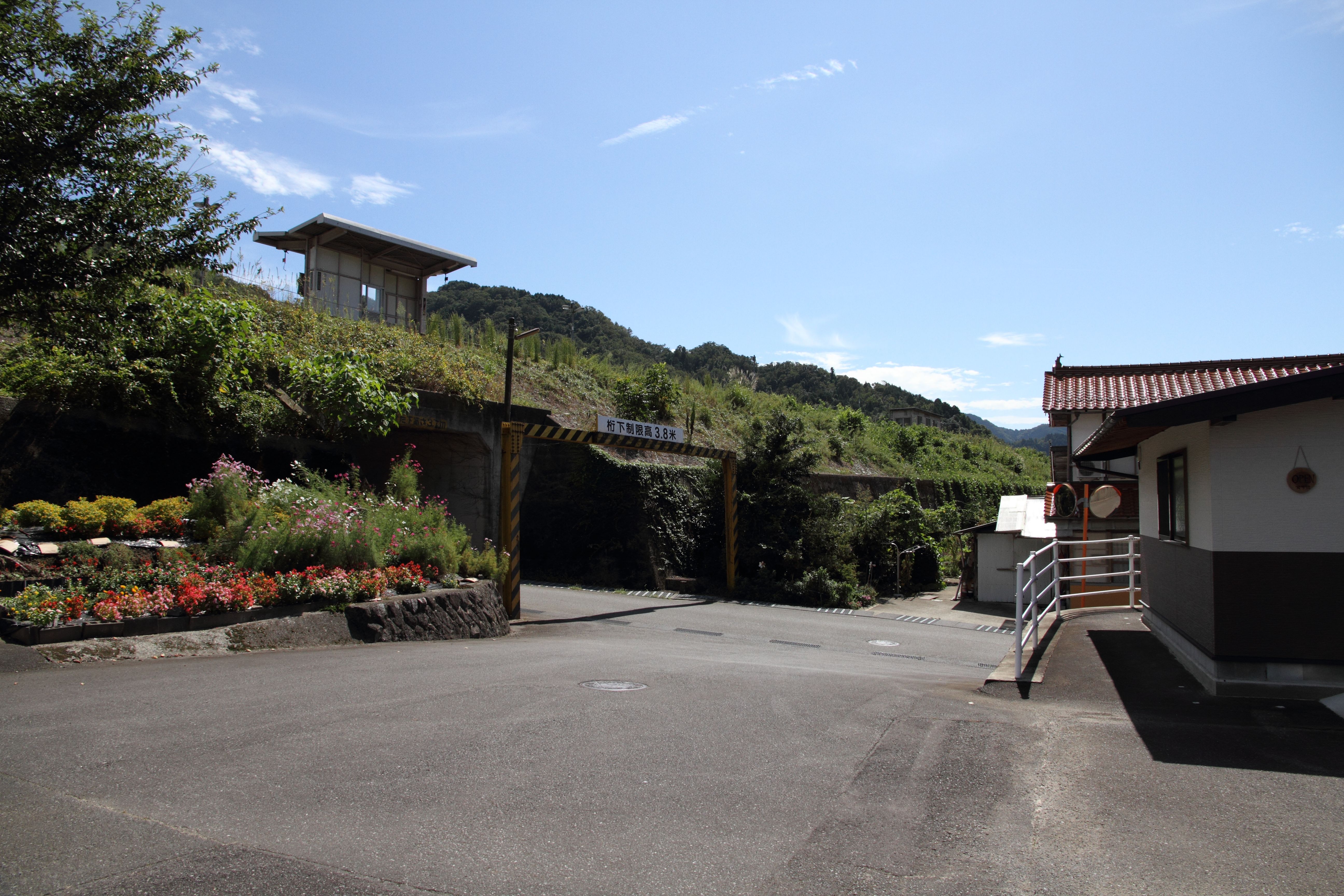
駅周辺（2019年9月）

- 道の駅グリーンロード大和 - 国道375号沿い
- 国道375号
- 島根県道55号邑南飯南線
- 島根県道294号邑南美郷線

かつては山陰合同銀行や島根中央信用金庫の支店（山陰合同銀行は代理店）も近隣にあったが、ともに閉店した。

## その他
- 三江線活性化協議会により、石見神楽の演目名にちなんだ「髪掛けの松」の愛称が付けられていた[3]。

## 隣の駅
西日本旅客鉄道（JR西日本）
 三江線
石見松原駅 - 石見都賀駅 - 宇都井駅

#### 統計資料
1. ↑  “島根県統計書”. しまね統計情報データベース.   島根県政策企画局. 2025年2月5日閲覧。